# Jim Ratcliffe
Sir James "Jim" Arthur Ratcliffe (Failsworth, 18 oktober 1952) is een Brits ondernemer.

## Levensloop
Ratcliffe studeerde in 1974 af als scheikundig ingenieur aan de Universiteit van Birmingham. Hierna begon hij te werken bij Esso. Daarna behaalde hij een Master of Business Administration aan de London Business School.
Hij kocht in 1998 vanuit zijn bedrijf Inspec een fabriek van ethyleenoxide te Antwerpen op, waarvoor hij al zijn geld aansprak en junk bonds uitschreef. Zo werd INEOS gesticht, een afkorting voor INspec Ethylene Oxyde Specialties.
Daarna volgden nog andere gesloten chemische bedrijven van BP, Imperial Chemical Industries, Tessenderlo Chemie, Union Carbide, Solvay en vele andere. INEOS bezat in 2007 68 scheikundige fabrieken in 17 landen. Ratcliffe zocht daarbij niet naar synergie, maar alleen naar potentieel om de omzet in vijf jaar te verdubbelen. In april 2010 verlegde hij het hoofdkwartier van INEOS om fiscale redenen naar Lausanne in Zwitserland, een keuze die in de pers werd bekritiseerd. Maar toen zes jaar later de bedrijfsvoorheffingen in het Verenigd Koninkrijk waren gezakt van 28% naar 20% en mogelijk 17%, kondigde het bedrijf de terugkeer aan.
Op 13 november 2017 werd Ratcliffe eigenaar van de Zwitserse voetbalclub FC Lausanne-Sport. Sinds april 2018 is hij ook eigenaar en medeoprichter van het zeilteam Ineos Team UK. In augustus 2019 kwam ook voetbalclub OGC Nice in zijn bezit.       
Op 17 januari 2023 maakte een woordvoerder van INEOS bekend dat Sir Jim Ratcliffe en zijn INEOS zich formeel gemeld hebben in het proces om Manchester United, dat toen te koop stond, over te nemen. Op 24 december van datzelfde jaar maakte Manchester United bekend dat Sir Jim Ratcliffe 25 procent van de aandelen van de club had gekocht. Hij betaalde z'on 1,5 miljard euro voor de kwart van de aandelen en werd zo mede-eigenaar van de grootste club van Engeland.
INEOS is verder ook nog hoofdsponsor van wielerploeg Team Ineos en Formule 1-team Mercedes.
Op 9 juni 2018 werd Ratcliffe door koningin Elizabeth tot ridder geslagen, een eerbetoon dat op kritiek stuitte van de voorzitter van de Liberal Democrats, Vince Cable.
Ratcliffe bezat in 2018 21,05 miljard pond en was daarmee de rijkste Brit. Daarnaast bezit hij een jacht, de Hampshire II, een privéjet en vastgoed.
Ook zette hij zich aan een nieuw project genaamd "Ineos Grenadier". Hij wilde een auto op de markt brengen die een opvolger voor de Land Rover Defender zou moeten worden. De Ineos Grenadier wordt sinds oktober 2022 geproduceerd.

## Politiek
Ratcliffe sprak zich uit voor een Brexit, aangezien het Verenigd Koninkrijk 'perfect succesvol' zou zijn buiten de Europese Unie.

## Privéleven
Ratcliffe doet aan zeilen en skiën en leeft teruggetrokken. Hij scheidde in 1995 van zijn toenmalige echtgenote, met wie hij tien jaar eerder getrouwd was, en huwde daarna opnieuw. In 2007 liep Ratcliffe met een van zijn zonen de Marathon van Londen uit.
In 2018 verhuisde hij, twee maanden nadat hij door de Britse koningin tot ridder was geslagen, om fiscale redenen naar Monaco.